# Ellenberg (Altmark)
Ellenberg is een plaats en voormalige gemeente in de Duitse deelstaat Saksen-Anhalt, en maakt deel uit van de Landkreis Altmarkkreis Salzwedel.
Ellenberg telt 428 inwoners.